# Georg Flad
Georg Flad (* 10. März 1853 in Heidelberg; † 2. Juni 1913 in Dachau) war ein deutscher Landschaftsmaler der Düsseldorfer Schule.

## Leben
In den Jahren 1868 bis 1873 besuchte Flad die Kunstakademie Düsseldorf, gegen den Willen seines Vaters, eines Juristen. Dort wurde er Schüler der Landschaftsmaler Oswald Achenbach, Albert Flamm und Eugen Dücker. In Dückers Klasse hielt er sich 1872/1873 auf. Von 1875 bis 1877 gehörte er dem Künstlerverein Malkasten an. 1877 verlegte Flad seinen Wohnsitz nach München, wo er Gründungsmitglied der Secession wurde, 1898 nach Dachau, wo er sich seit etwa 1890 der dortigen Künstlerkolonie, der etwa auch seine Freunde Otto Strützel und Felix Bürgers angehörten, angeschlossen hatte. Seine oft großformatigen Landschaften, meist aus der Gegend um Dachau und Schleißheim, stellte er auf großen Ausstellungen in Berlin, Dresden und München aus. Als frühes Mitglied des Deutschen Künstlerbundes (DKB) nahm Georg Flad bereits an der ersten, noch von den Münchener Sezessionisten ausgerichteten DKB-Ausstellung 1904 im Königlichen Kunstausstellungsgebäude am Königplatz teil.
Die Stadt Dachau ehrte ihn – ein dort stadtbekanntes Original – durch Benennung der Fladstraße.

## Werke (Auswahl)
- Ein Maitag, 1897

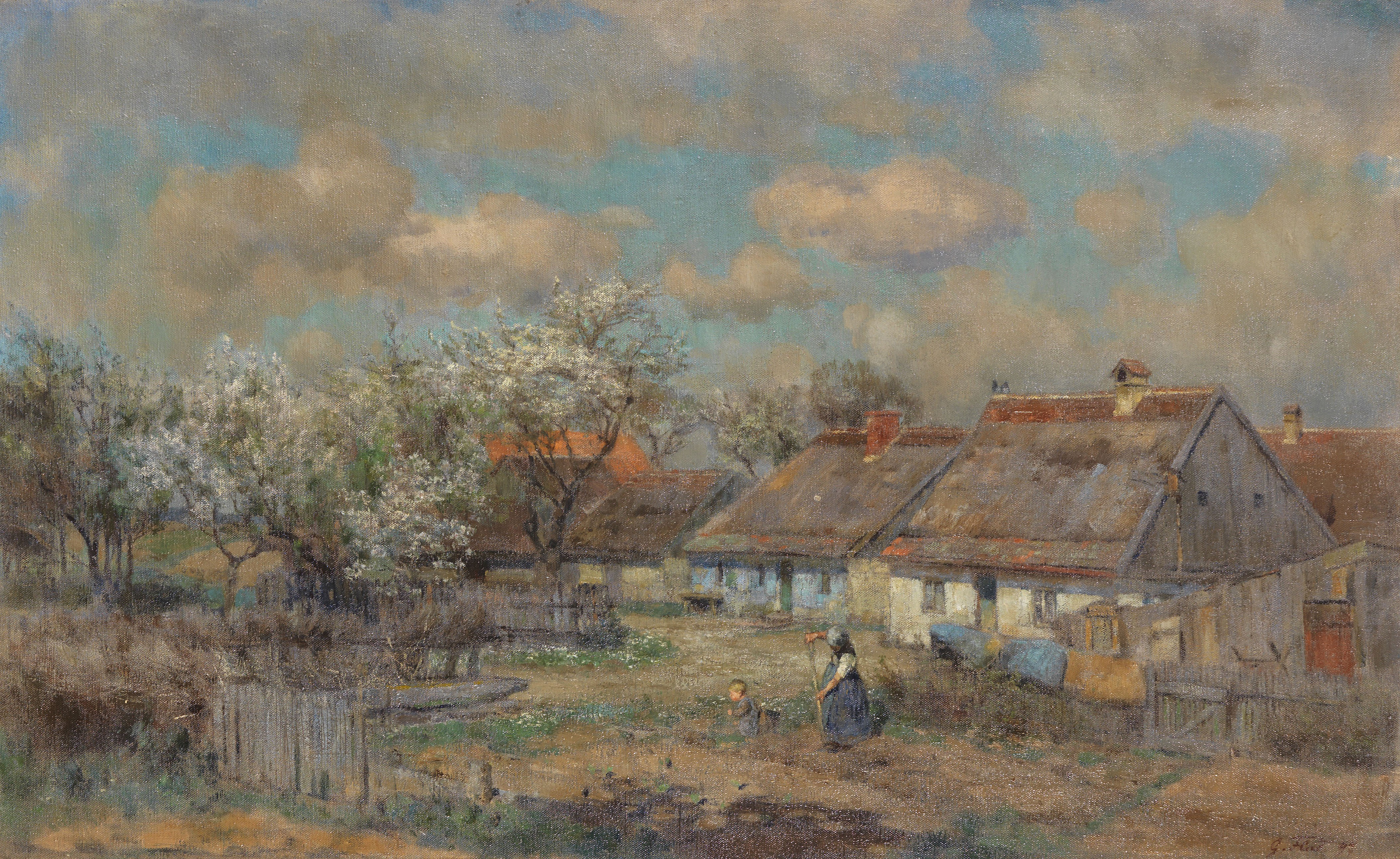
Ein Maitag, 1897

- Frühlingsmorgen, 1898, Neue Pinakothek, München
- Dachau im Winter, 1900
- Herbstabend an der Amper
- Etzenhausen, 1905
- Dorflandschaft
- Berglandschaft mit Hirsch